# Leucania adjuncta
Leucania adjuncta là một loài bướm đêm trong họ Noctuidae.